# Лемениль
Лемени́ль (фр. Lesménils) — коммуна во французском департаменте Мёрт и Мозель, региона Лотарингия. Относится к кантону Понт-а-Муссон.

## География
Лемениль стоит на реке Мозель, расположен в 28 км к северу от Нанси и 22 км к югу от Меца. Соседние коммуны: Буксьер-су-Фруадмон на севере, Шемино на северо-востоке, Муссон и Понт-а-Муссон на юго-западе.

## История
Коммуна являлась пограничной между Францией и Германией в 1871—1914 годах. 

## Демография
Население коммуны на 2010 год составляло 485 человек.
| 1962 | 1968 | 1975 | 1982 | 1990 | 1999 | 2010 |
| ---- | ---- | ---- | ---- | ---- | ---- | ---- |
| 210  | 213  | 270  | 345  | 454  | 471  | 485  |